# Кубок России по стрельбе из лука в помещении 2024
Кубок России по стрельбе из лука в помещении 2024 проходил с 19 по 23 января 2024 года в городе Орле. На кубке было разыграно 10 комплектов наград — 4 в дивизионе "Классический лук", 4 в дивизионе "Блочный лук" и 2 в дивизионе "Классический лук - бесприцельный".

## Медальный зачет
| Общее количество медалей                                                                                            | Общее количество медалей        | Общее количество медалей | Общее количество медалей | Общее количество медалей | Общее количество медалей |
| --- | ------------------------------- | ------------------------ | ------------------------ | ------------------------ | ------------------------ |
| Место | Регион                          | Золото                   | Серебро                  | Бронза                   | Всего                    |
| 1 | Забайкальский край              | 2                        | 4                        | 0                        | 6                        |
| 2 | Бурятия                         | 2                        | 1                        | 1                        | 4                        |
| 3 | Москва                          | 2                        | 0                        | 5                        | 7                        |
| 4 | Иркутская область               | 1                        | 0                        | 0                        | 1                        |
| 4 | Марий Эл                        | 1                        | 0                        | 0                        | 1                        |
| 4 | Свердловская область            | 1                        | 0                        | 0                        | 1                        |
| 4 | Челябинская область             | 1                        | 0                        | 0                        | 1                        |
| 5 | Ямало-Ненецкий автономный округ | 0                        | 2                        | 0                        | 2                        |
| 6 | Ингушетия                       | 0                        | 1                        | 0                        | 1                        |
| 6 | Санкт-Петербург                 | 0                        | 1                        | 0                        | 1                        |
| 6 | Ярославская область             | 0                        | 1                        | 0                        | 1                        |
| 8 | Дагестан                        | 0                        | 0                        | 1                        | 1                        |
| 8 | Московская область              | 0                        | 0                        | 1                        | 1                        |
| 8 | Псковская область               | 0                        | 0                        | 1                        | 1                        |
| 8 | Якутия                          | 0                        | 0                        | 1                        | 1                        |
| Жирным шрифтом выделено наибольшее количество медалей в своей категории. Цветом перванш выделен принимающий регион. |                                 |                          |                          |                          |                          |

## Медалисты

### Классический лук
| Дисциплина                    | Золото                                                                 | Серебро                                                                          | Бронза                                                               |
| Мужчины. Личное первенство    | Хандуев Энхэ · Бурятия                                                 | Базаржапов Галсан · Забайкальский край                                           | Цыбикжапов Алдар · Москва                                            |
| Женщины. Личное первенство    | Дугарова Туяна · Забайкальский край                                    | Путункеева Татьяна · Бурятия                                                     | Махмудова Нуриниссо · Москва                                         |
| Мужчины. Командное первенство | Свердловская область · Малафеев Максим · Попов Виталий · Югай Владимир | Забайкальский край · Балданов Арсалан · Намсараев Сандан · Цынгуев Бэлигто       | Москва · Махненко Артём · Цыбикжапов Алдар · Черемискин Станислав    |
| Женщины. Командное первенство | Бурятия · Барадиева Анна · Очирова Эржэна · Степанова Инна             | Забайкальский край · Дугарова Туяна · Намдакова Виктория · Цырендоржиева Валерия | Москва · Гильманова Мария · Махмудова Нуриниссо · Олесова Сааскылана |

### Блочный лук
| Дисциплина                    | Золото                                                                    | Серебро                                                                              | Бронза                                                       |
| Мужчины. Личное первенство    | Булаев Антон · Челябинская область                                        | Калашников Виктор · Ямало-Ненецкий автономный округ                                  | Шенхоров Сергей · Бурятия                                    |
| Женщины. Личное первенство    | Димидюк Мария · Москва                                                    | Бальжанова Виктория · Ямало-Ненецкий автономный округ                                | Савенкова Александра · Псковская область                     |
| Мужчины. Командное первенство | Забайкальский край · Аюров Лубсан · Дамбаев Александр · Ринчинов Ешидоржо | Санкт-Петербург · Канискин Иван · Куянков Юрий · Яльчик Даниил                       | Москва · Жулин Иван · Зарипов Камиль · Кузнецов Максим       |
| Женщины. Командное первенство | Москва · Димидюк Мария · Махненко Елизавета · Черкезова Арина             | Ярославская область · Масленникова София · Проничкина Светлана · Румянцева Екатерина | Якутия · Винокурова Дайаана · Маркова Юлия · Приблых Людмила |

### Классический лук - бесприцельный
| Дисциплина                 | Золото                            | Серебро                              | Бронза                                  |
| Мужчины. Личное первенство | Егошин Кирилл · Марий Эл          | Хамхоев Мусса · Ингушетия            | Гебедов Шахмир · Дагестан               |
| Женщины. Личное первенство | Осипова Ольга · Иркутская область | Жаргалова Аглаг · Забайкальский край | Ладоньщикова Ирина · Московская область |